# 사탕 (포르투갈)

사탕의 위치

사탕(포르투갈어: Sátão)은 포르투갈 비제우 현에 위치한 도시로 면적은 201.94km2, 인구는 12,444명(2011년 기준), 인구 밀도는 62명/km2이다.

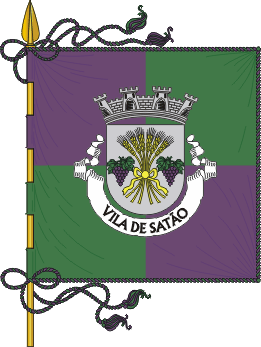
시기
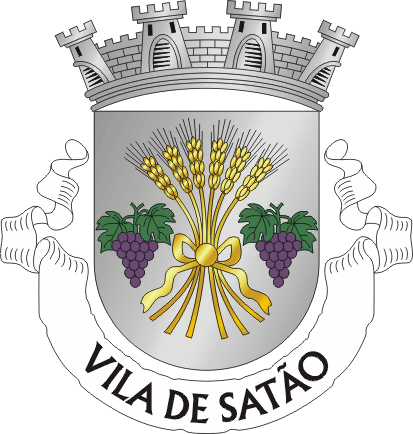
시 문장